# فوهة تين بيدر
تين بيدر هو فوهة صدمية تقع في تضاريس جافة ووعرة في الجزائر .  تشكلت منذ أكثر من 70 مليون سنة ، أي مع أواخر العصر الطباشيري أو أوائل العصر الثالث.  تمتد الحفرة على بعد 6 كيلومترات، وتقع في الطرف الجنوبي لمجموعة من التلال. 
تعتبر الأحجار الرملية الضخمة المنسوبة إلى العصر الطباشيري السفلي، والمعروفة في جميع أنحاء الصحراء، مكشوفة فقط في مركز الحفر، على ارتفاع حوالي 500 متر فوق موقعها الطبقي المعتاد.
بسبب البروز الكبير لتشوه الدكتايل، يختلف تين بيدر بشكل كبير عن الحفر الأخرى. على الرغم من عدم وجود تفسير قاطع لهذه الحالة الفريدة حتى الآن، يمكن أن يوفر تين بيدر معلومات مهمة من أجل فهم أفضل لحفر الصدمات على نطاق واسع.

## معرض صور

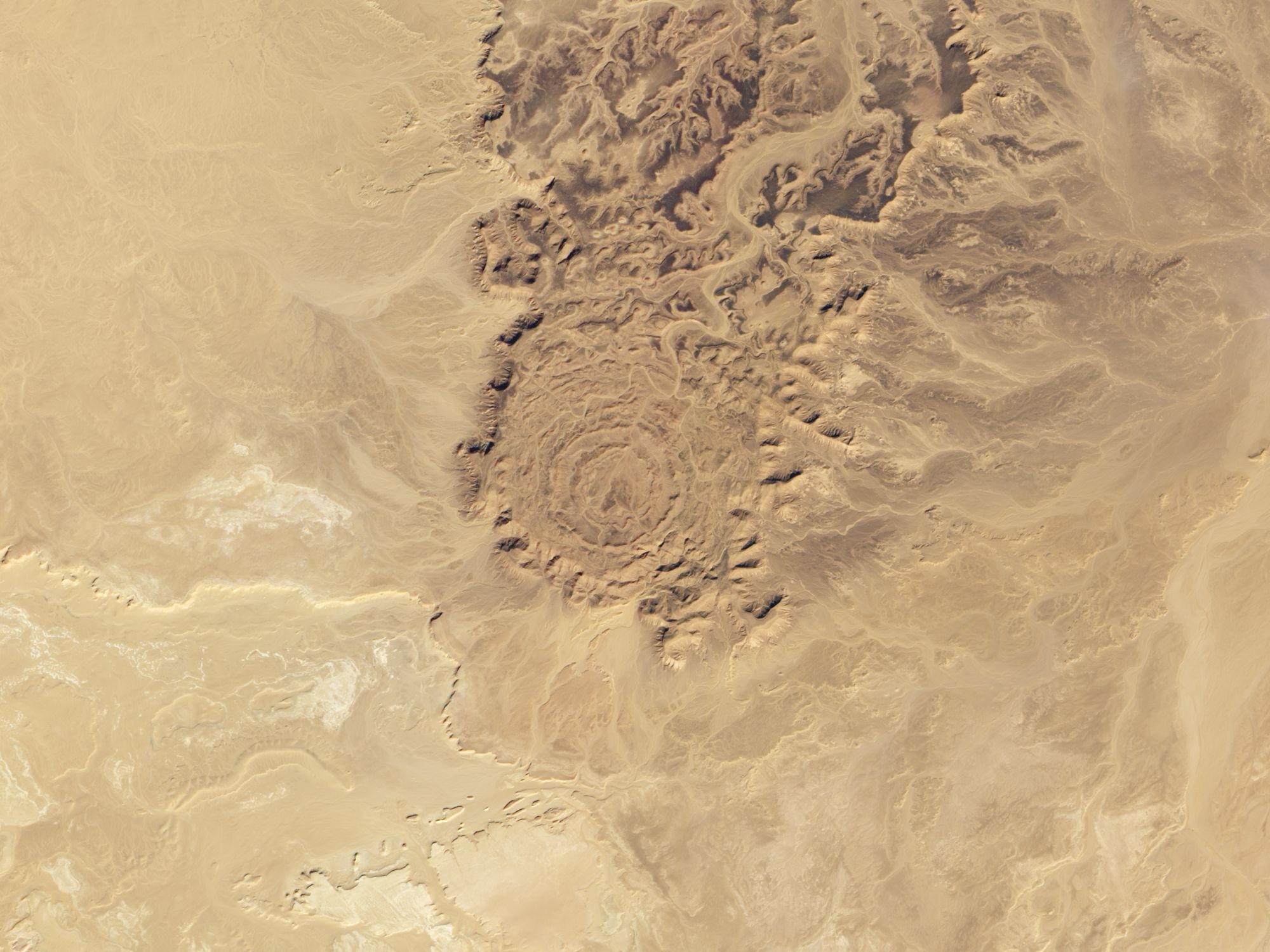
صورة الأقمار الصناعية ذات اللون الطبيعي لحفرة تين بيدر
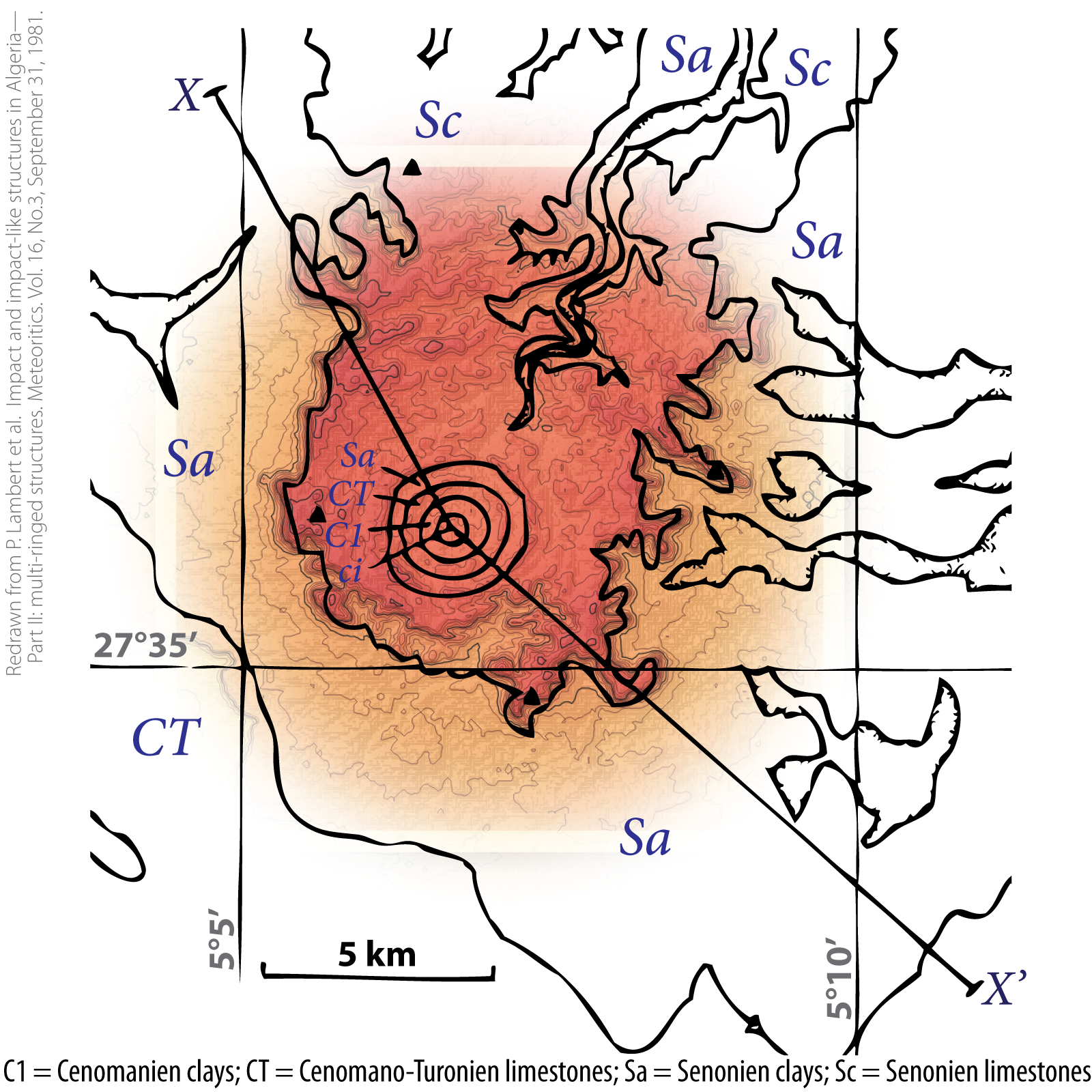
خريطة تخطيطية لهيكل تأثير Tin Bider
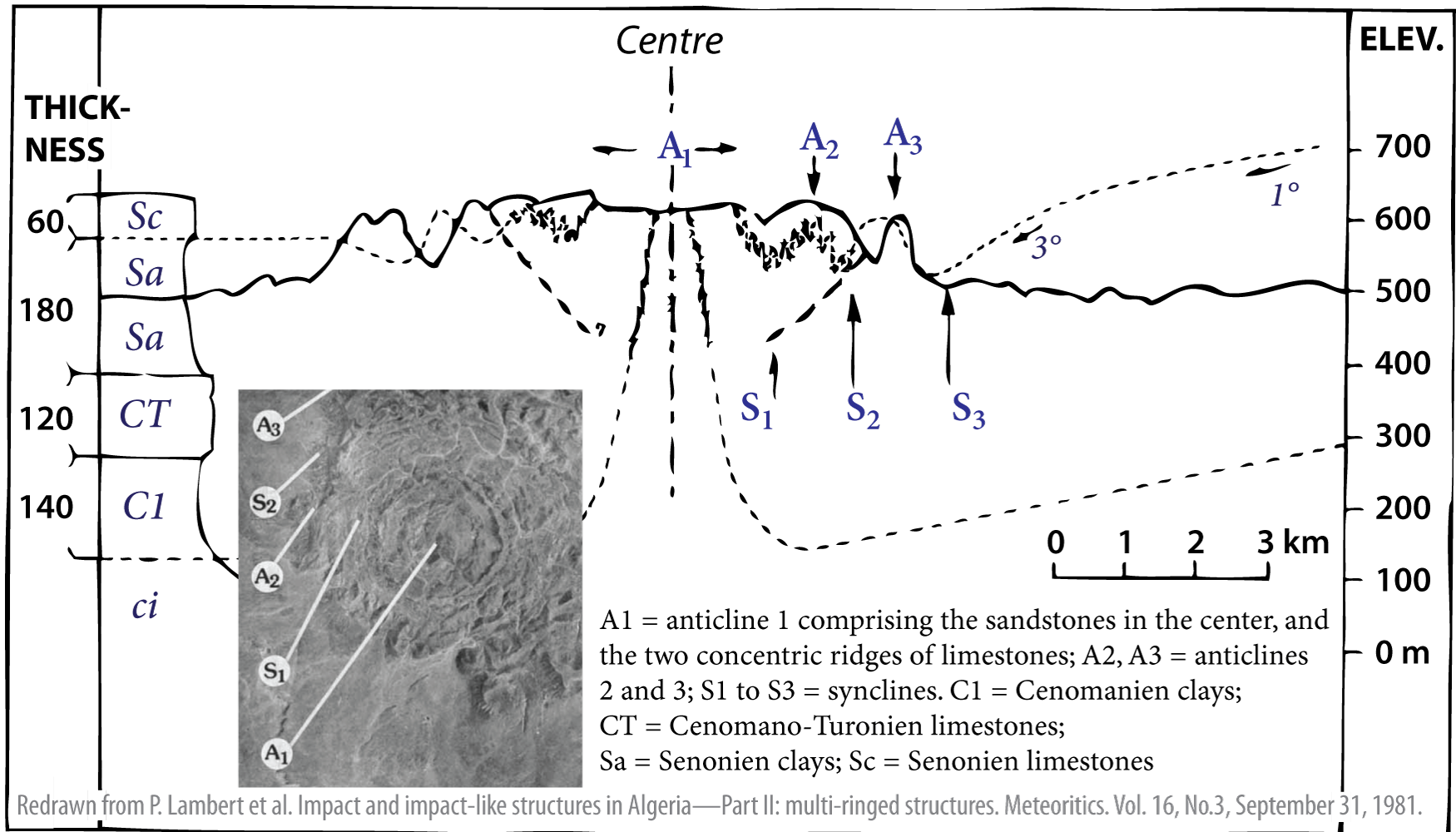
المقطع العرضي لهيكل تأثير Tin Bider